# Női 10 méteres szinkronugrás a 2011-es úszó-világbajnokságon
A női 10 méteres szinkronugrást a 2011-es úszó-világbajnokságon július 18 rendezték meg. Reggel a selejtezőt, este a döntőt.

## Eredmény
| Helyezés  | Ugrók                                 | Nemzetiség | Selejtező | Selejtező | Döntő     | Döntő    |
| Helyezés  | Ugrók                                 | Nemzetiség | Pont      | Helyezés  | Pont      | Helyezés |
| --------- | ------------------------------------- | ---------- | --------- | --------- | --------- | -------- |
| Aranyérem | Vang Hao Csen Zso-lin                 | CHN        | 335.34    | 1         | 362.58    | 1        |
| Ezüstérem | Alexandra Croak Melissa Wu            | AUS        | 303.66    | 2         | 325.92    | 2        |
| Bronzérem | Christin Steuer Nora Subschinski      | GER        | 292.56    | 3         | 316.29    | 3        |
| 4         | Tonia Couch Sarah Barrow              | GBR        | 290.28    | 4         | 314.52    | 4        |
| 5         | Viktorija Potyehina Julija Prokopcsuk | UKR        | 283.62    | 7         | 311.64    | 5        |
| 6         | Leong Mun Yee Pandelela Rinong        | MAS        | 289.50    | 6         | 305.34    | 6        |
| 7         | Meaghan Benfeito Roseline Filion      | CAN        | 289.65    | 5         | 303.87    | 7        |
| 8         | Paola Espinosa Tatiana Ortiz          | MEX        | 269.49    | 10        | 298.80    | 8        |
| 9         | Darja Govor Julija Koltunova          | RUS        | 266.28    | 11        | 291.24    | 9        |
| 10        | Choe Kum Hui Kim Jin Ok               | PRK        | 273.06    | 8         | 278.64    | 10       |
| 11        | Anna James Mary Beth Dunnichay        | USA        | 272.10    | 9         | 278.22    | 11       |
| 12        | Corina Popovici Mara Aiacoboae        | ROU        | 253.62    | 12        | 273.48    | 12       |
| 16.5      | H09.5                                 |            |           |           | 00:55.635 | O        |
| 13        | Kormos Villő Reisinger Zsófia         | HUN        |           |           | 244.68    | 13       |
| 14        | Lisette Ramirez Florencia Betancourt  | VEN        |           |           | 221.04    | 14       |